# Lissonota rubricosa
Lissonota rubricosa là một loài tò vò trong họ Ichneumonidae.